# 庆北观光循环主题列车
庆北观光循环主题列车（：／ Gyeongbuk gwangwang sunhwan tema yeolcha */?）是韩国铁道公社的观光列车之一，于2009年12月7日开始在京釜线、庆北线、中央线和大邱线营运。

## 概况
本列车于2009年12月7日开始运营，由于目前在庆尚北道内运行，并且主要宣传旅游主题，加之列车运行线路为环线，所以命名为此名称。目前列车内拥有咖啡厅、酒吧、卡拉OK、会议室及舞厅等多功能设施。

## 车辆
庆北观光循环主题列车使用9501系列车，此列车为4节编组，采用如下编号：9033（Mc1）-9133（M1）-9134（M2）-9034（Mc2）。

## 运行区间
- 上午发车：4408次：东大邱（经京釜线、庆北线）-荣州 → 4407次：荣州（经中央线、大邱线）-东大邱
- 下午发车：4410次：东大邱（经大邱线、中央线）-荣州 → 4409次：荣州（经庆北线、京釜线）-东大邱